# Cantó de Rojan

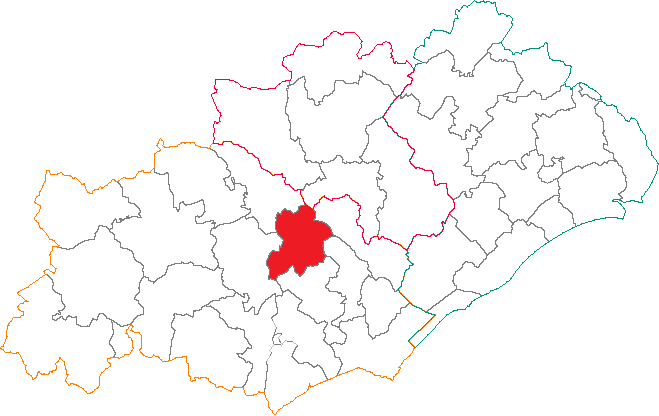
El cantó de Rojan a l'Erau

El cantó de Rojan és un cantó francès del departament de l'Erau, a la regió d'Occitània. Forma part del districte de Besiers, té 11 municipis i el cap cantonal és Rojan.

## Municipis
- Fòs
- Fosilhon
- Gabian
- Magalaç
- Margon
- Montesquiu
- Nefiès
- Posòlas
- Ròcacèls
- Rojan
- Valhan